# Radiogrammitis hirtella
Radiogrammitis hirtella är en stensöteväxtart som först beskrevs av Bl., och fick sitt nu gällande namn av Barbara S. Parris. Radiogrammitis hirtella ingår i släktet Radiogrammitis och familjen Polypodiaceae. Inga underarter finns listade.